# Diga Diga Doo
Clip vidéo
[vidéo] « Diga Diga Doo - Duke Ellington & His Orchestra (1928) », sur YouTube
Diga Diga Doo ou Diga Diga Do est un célèbre standard de jazz et de scat de 1928, de big band swing-hot jazz-foxtrot américain, des auteurs-compositeurs Jimmy McHugh et Dorothy Fields, rendu célèbre durant l'ère du Jazz par Duke Ellington et son orchestre big band jazz.

## Historique
Cette chanson d'amour, composée par Jimmy McHugh (musique) et écrite par Dorothy Fields (texte), inspirée du jazz Nouvelle-Orléans-dixieland, est interprétée de façon triomphale pour la première fois en 1928 par la chanteuse américaine de jazz Adelaïde Hall, dans la comédie musicale-revue musicale Blackbirds of 1928 du Theater District de Broadway de Manhattan à New York, puis en tournée triomphale au Moulin-Rouge à Paris, avec une troupe de danseuses habillées en costumes folkloriques zoulous à perles et plumes rouges (elle rivalise avec l’immense succès international des stars parisiennes de music-hall de l'époque Joséphine Baker et sa Revue nègre de 1925, ou Mistinguett).

Adelaïde Hall, et Duke Ellington et son orchestre big band jazz
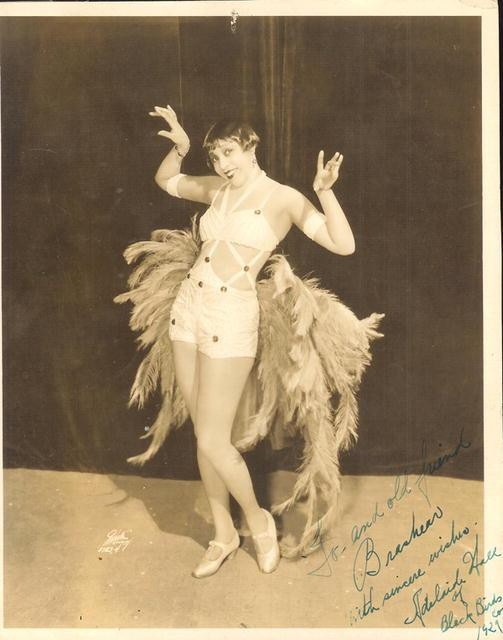
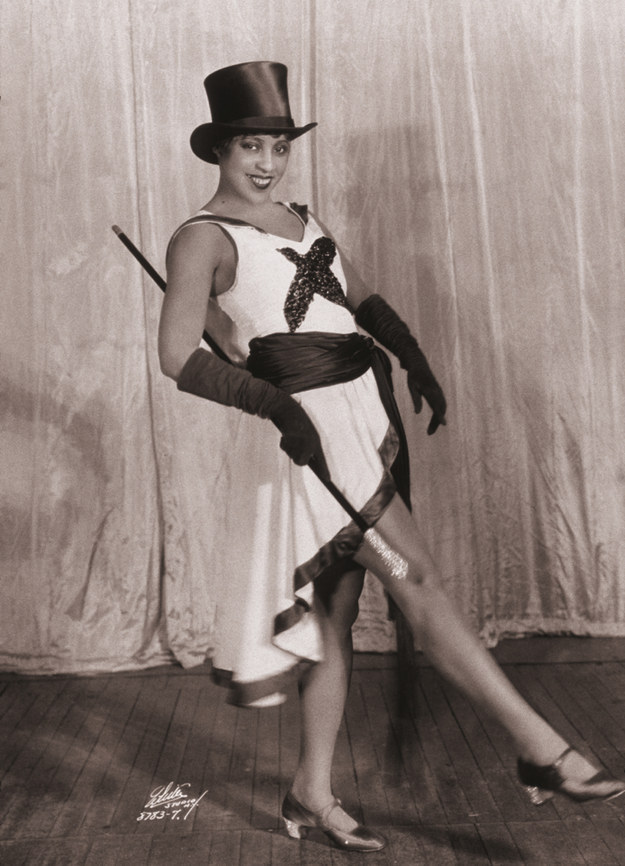
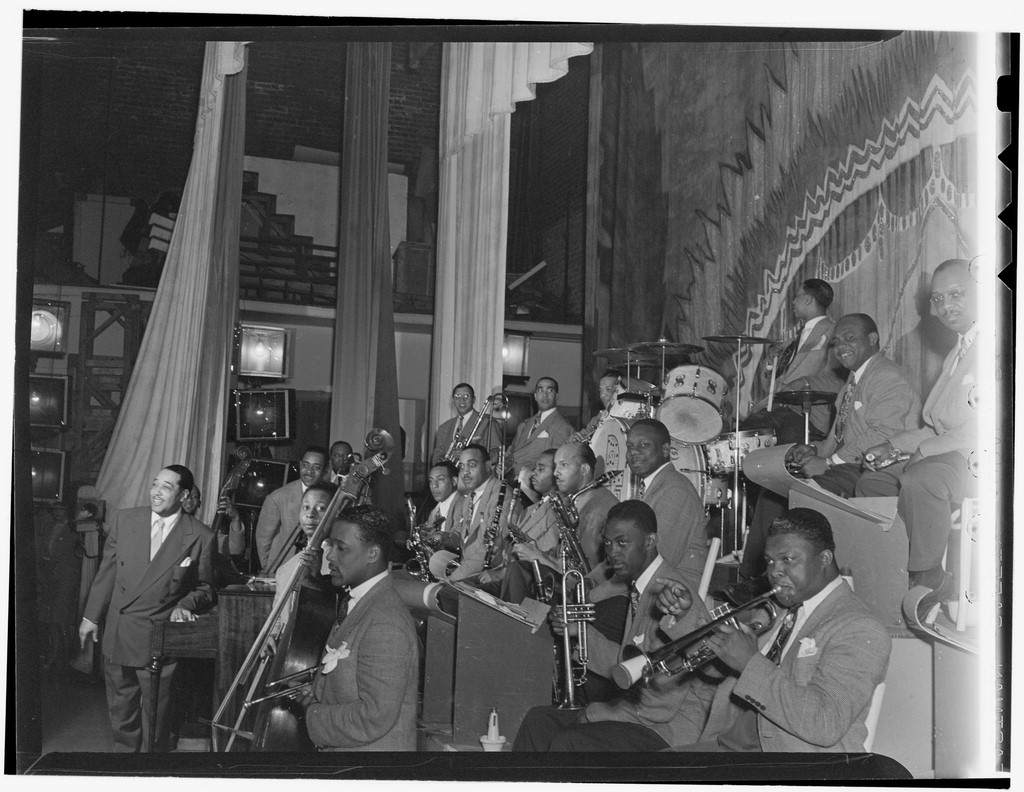
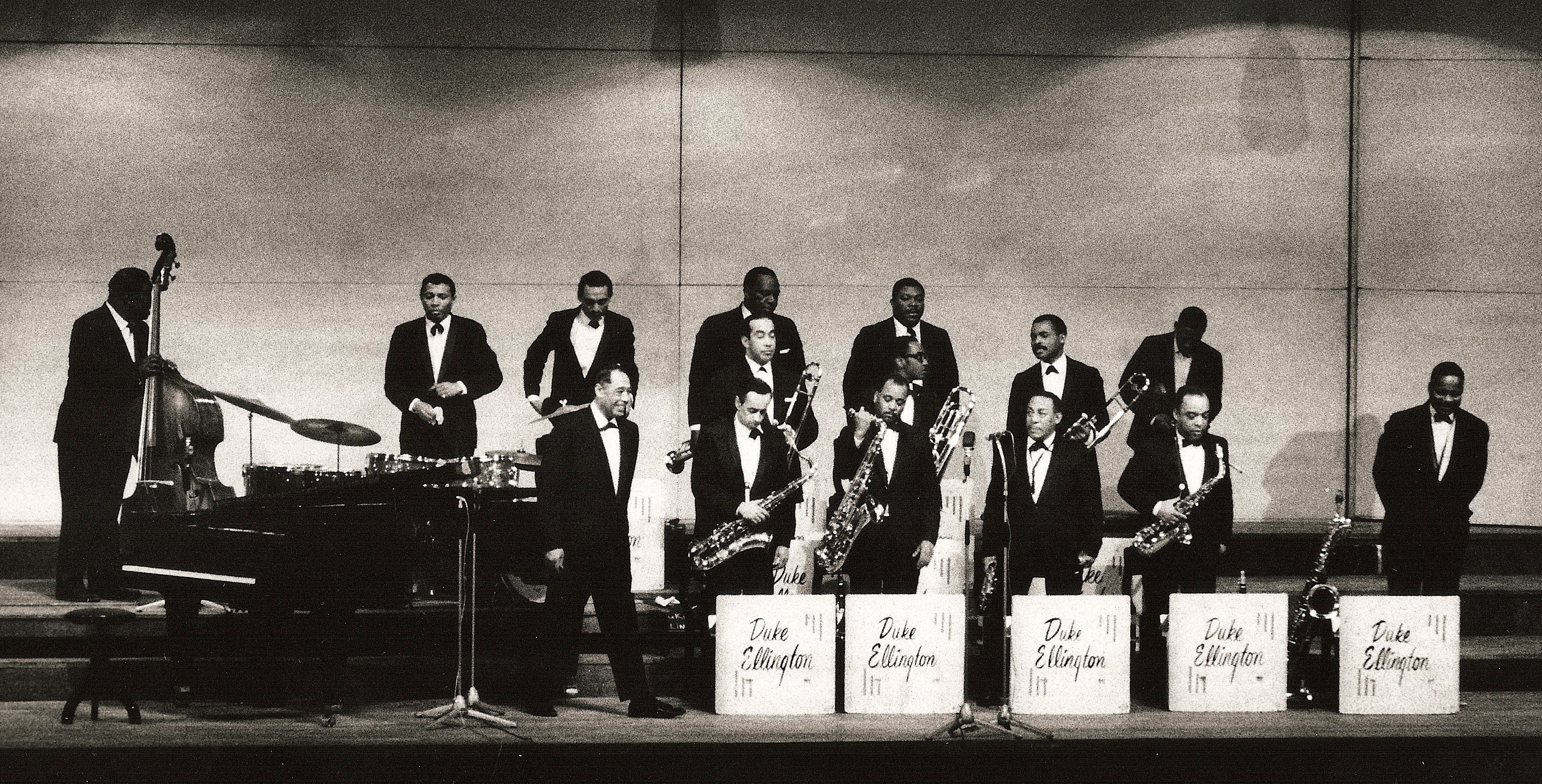

Les versions hot jazz-swing-foxtrot style Jungle enregistrées par Duke Ellington et son orchestre au début de sa longue carrière, en font un de ses grands succès des Années folles (enregistrements des 10 juillet 1928, Okeh Records 8602, 17e dans les charts américains, et 15 novembre 1928, Victor 38008) « Tu m'aimes et je t'aime, et quand on aime il est naturel de Diga Diga Doo Diga Doo Doo, je suis donc très Diga Diga Doo par nature, si tu ne dis pas Diga Doo Doo à ton compagnon, tu vas perdre ton pépère, alors, laisse ces drôles de gens sourire, comment peut-il y avoir une île Vierge à la Diga Diga Doo, Diga Doo Doo... ».

## Reprises
Ce grand standard de l'histoire du jazz est repris par de nombreux interprètes, dont Irving Mills (1928), Elisabeth Welch (Brunswick 4014), The Mills Brothers (avec Louis Armstrong en 1932), Benny Goodman (1935), Cootie Williams (1937), Lena Horne (musique de film musical Symphonie magique de 1943), Ella Fitzgerald, The Hot Sardines (Diga Diga Doo en version Bei Mir Bist Du Shein de 2014)...

## Musique de film
- 1943 : Symphonie magique, film musical d'Andrew L. Stone, avec version Diga Diga Doo de Lena Horne[5].